# Primera División de Barbados 2023
La Primera División de Barbados 2023 es la 55.ª edición de la Primera División de Barbados. La temporada comenzó el 22 de enero y terminará en agosto.

## Equipos participantes
| Pos. | Equipo                    |
| ---- | ------------------------- |
| 1    | Weymouth Wales            |
| 2    | Barbados Defense Force SC |
| 3    | Paradise SC               |
| 4    | Notre Dame SC             |
| 5    | Empire Club               |
| 6    | Deacons FC                |
| 7    | Wotton FC                 |
| 8    | UWI Blackbirds FC         |
| 9    | Ellerton FC               |
| 10   | St. Andrew Lions FC       |
| 11   | Silver Sands FC           |
| 12   | Brittons Hill             |

## Formato de competición
Los 12 equipos juegan bajo el sistema de todos contra todos 2 veces totalizando 22 jornadas. Al término de la temporada el campeón de obtener los requisitos clasificará a la Copa Caribeña de la Concacaf 2024, mientras que último clasificado descenderá a la Segunda División 2024.

## Desarrollo

### Clasificación
| Pos. | Equipo                    | Pts. | PJ | G | E | P | GF | GC | Dif. | Clasificación 2024    |
| ---- | ------------------------- | ---- | -- | - | - | - | -- | -- | ---- | --------------------- |
| 1    | Weymouth Wales            | 15   | 5  | 5 | 0 | 0 | 20 | 3  | +17  | CFU Club Shield 2024  |
| 2    | Brittons Hill             | 12   | 4  | 4 | 0 | 0 | 10 | 3  | +7   |                       |
| 3    | Paradise SC               | 11   | 6  | 3 | 2 | 1 | 16 | 10 | +6   |                       |
| 4    | Empire Club               | 9    | 4  | 3 | 0 | 1 | 8  | 4  | +4   |                       |
| 5    | Ellerton FC               | 7    | 5  | 2 | 1 | 2 | 11 | 7  | +4   |                       |
| 6    | Barbados Defense Force SC | 6    | 5  | 2 | 0 | 3 | 5  | 8  | −3   |                       |
| 7    | Notre Dame SC             | 5    | 4  | 1 | 2 | 1 | 9  | 6  | +3   |                       |
| 8    | UWI Blackbirds FC         | 4    | 4  | 1 | 1 | 2 | 10 | 8  | +2   |                       |
| 9    | Deacons FC                | 4    | 4  | 1 | 1 | 2 | 4  | 7  | −3   |                       |
| 10   | Wotton FC                 | 4    | 5  | 1 | 1 | 3 | 8  | 17 | −9   | Segunda División 2024 |
| 11   | St. Andrew Lions FC       | 2    | 5  | 0 | 2 | 3 | 8  | 18 | −10  | Segunda División 2024 |
| 12   | Silver Sands FC           | 0    | 5  | 0 | 0 | 5 | 3  | 21 | −18  | Segunda División 2024 |

Actualizado a los partidos jugados el 4 de marzo de 2023.
 Fuente: Soccerway